# Johann Friedrich Schönemann

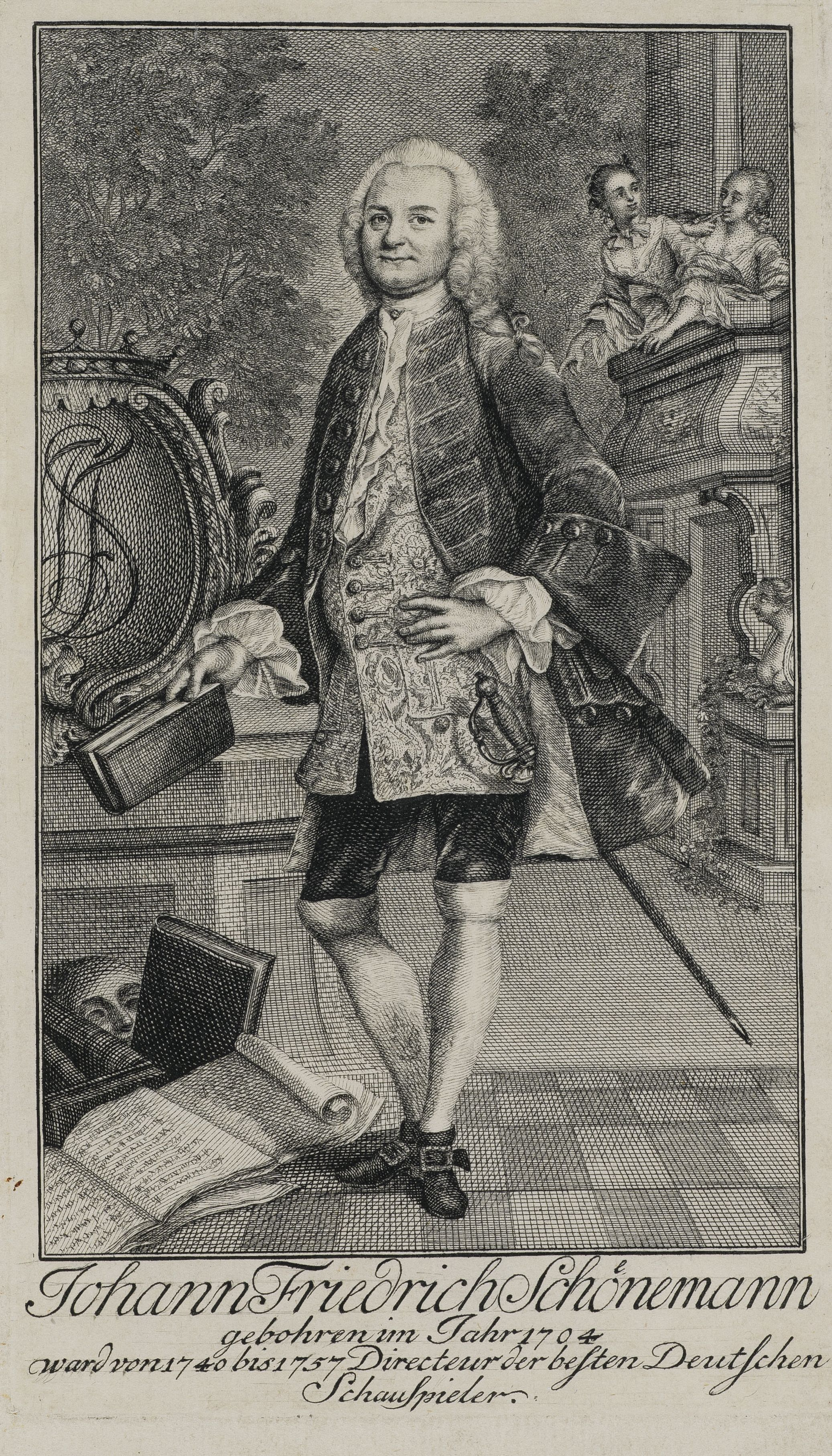
Johann Friedrich Schönemann

Johann Friedrich Schönemann (* 21. Oktober 1704 zu Crossen an der Oder; † 16. März 1782 in Schwerin) war ein deutscher Schauspieler und Theaterdirektor.

## Leben
Nach dem großen Brand seiner im Königreich Preußen gelegenen Heimatstadt 1708 und dem früheren Verlust der Eltern wuchs er bei Verwandten in Berlin auf. Ein Verwandter der General von Brandt sorgte für seine Ausbildung und Schönemann studierte in Frankfurt a. O. und auch in Halle Medizin. Aber erschließ sich der Truppe des Zwickauer Predigersohnes Förster an und mit zwanzig Jahren konnte Schönemann 1724 am königlichen Hoftheater in Hannover erfolgreich debütieren. Um 1730 wurde er von Friederike Caroline Neuber für ihre Theatertruppe (Neubersche Kommödiantengesellschaft) engagiert. Hier spielte hier anfänglich Harlekins und französische Bediente. Danach spielte er auch in Gottscheds Musterstück „Der sterbende Cato“ den Parther Artabanus.
1739 machte sich Schönemann selbstständig und gründete ein eigenes Ensemble, die Schönemannsche Truppe. Unter Schönemanns Leitung absolvierte diese Gemeinschaft am Stadttheater in Lüneburg ihr Debüt und war dann danach in Leipzig, Hamburg, Breslau, Berlin und Braunschweig zu sehen. Die Freundschaft mit Gottsched half die Konkurrenz fernzuhalten. Der Versuch 1742 in Berlin ein Theater zu etablieren scheitert. Aber um 1743 führt die Truppe das erste deutsche Schäferspiel die gelernte Liebe von Rost sowie die erste komische Oper auf. Erst 1745 erhielt Schönemann das Generalprivileg, in allen schlesischen und preußischen Städten „regelmäßige“ Dramen zu spielen. In Berlin macht ihm die Hofoper immer mehr Konkurrenz, daher meidet er ab 1749 die Stadt.
1750 betraute Christian Ludwig II., Herzog zu Mecklenburg [-Schwerin], Schönemann mit der Leitung seines Hoftheaters. 1753 war er Namensgeber der von Conrad Ekhof in Schwerin gegründeten Schönemannschen Schauspielakademie. Als Ekhof ging, versuchte Johann Friedrich Löwen die Akademie zu retten, doch Schönemann war mehr am Pferdehandel interessiert.
Als der Herzog 1756 starb und Friedrich der Fromme die Regierung übernahm, gab Schönemann dieses Amt auf und wirkte wieder als Schauspieler; meist in Hamburg.
Um 1757 zog er sich von der Bühne zurück und ließ sich in Schwerin nieder. Schönemann starb am 16. März 1782 in Schwerin und wurde dort auch begraben.

## Familie
Er heiratete 1730 die Schauspielerin Anna Rachel Weigler († 1770). Das Paar hatte mehrere Kinder:
- Elisabeth Lucia Dorothea (* 10. November 1732)[3] ⚭ 1757 Johann Friedrich Löwen (1727–1771)
- Karl Heinrich

Er heiratete nach ihrem Tod erneut. Am 15. August 1771 heiratete er Catharina Magdalena Rittern (* 1742; † 22. Januar 1784).

## Rezeption
Schönemann hat sich um die Hebung des Theaterwesens große Verdienste erworben. Er sah in seiner Gesellschaft streng auf Ordnung und Sitte und suchte ein gutes Repertoire herzustellen, das er als einer der ersten Theaterdirektoren auch gedruckt herausgab (Schauspiele, welche auf die [/der] von Sr. Königl. Majestät in Preussen und von Ihro Hochfürstl. Durchl. zu Braunschweig und Lüneburg privilegirten Schönemannischen Schaubühne aufgeführet werden). Er brachte die komische Oper und das Singspiel auf die Bühne und gab im Allgemeinen den Ton an, der bis zur französischen Revolution in Rücksicht auf Spiel, Darstellung und Personal auf deutschen Bühnen vorherrschte.

## Schüler
- Konrad Ernst Ackermann
- Conrad Ekhof
- Sophie Charlotte Schröder

## Werke (Auswahl)
als Autor
- Leben und Thaten der Welt berichtigten und besten Commedianten unserer Zeit, nehmlich der hoch-edlen und tugend-begabten Frauen. Schwerin 1744.

als Bearbeiter
- Louis de Cahusac: Die Gratien. 1748.
- Philippe Néricault Destouches: Der verehlichte Philosoph oder der Mann, der sich schämt einer zu seyn. 1747.
- Jean-François Regnard: Der Spieler.
- Voltaire: Die Schwämerey oder Mahomet der falsche Prophet. 1748.